# Andrzej Wlekliński (ślusarz)
Andrzej Wlekliński (ur. 17 grudnia 1922 w Poznaniu, zm. 25 września 1948 w Warszawie) – ślusarz, ofiara komunistycznych represji.

## Życiorys
Syn Mieczysława i Marii z Semmlerów. W Poznaniu w 1935 ukończył szkołę podstawową, a w 1939 Gimnazjum im. Ignacego Paderewskiego. W okresie okupacji niemieckiej pracował jako robotnik, konduktor tramwajowy, chłopiec na posyłki, wreszcie kreślarz budowlany. W kwietniu 1940 Niemcy aresztowali jego ojca i zesłali do obozu koncentracyjnego Gusen, gdzie zmarł w sierpniu tego roku. Po zakończeniu wojny Wlekliński pracował w okręgowych warsztatach szybowcowych jako ślusarz, a jednocześnie uczył się w szkole inżynierskiej.
Aresztowany 30 listopada 1947 i oskarżony o gromadzenie od maja tego roku wiadomości stanowiących tajemnicę wojskową i przekazywanie ich „agentowi wywiadu angielskiego”. Istotnie, przekazał Stefanowi Górskiemu sześć książek: (m.in. Regulamin walki piechoty (tymczasowy) wydany przez Naczelne Dowództwo Wojska Polskiego, cz. I, II, Warszawa 1946; Wyszkolenie bojowe pojedynczego strzelca. Wzory ćwiczeń, Warszawa 1946; Instrukcja strzelecka rusznic Simonowa i Diegtiariowa, Warszawa 1946), ale wszystkie je zakupił w księgarni Gebethnera i Wolffa w Poznaniu, a plan lotniska pod Poznaniem również nie stanowił tajemnicy, gdyż – jak wspomniał jego adwokat na procesie – w Poznaniu „wszyscy o tym lotnisku wiedzą”. 3/4 sierpnia 1948 WSR w Warszawie w procesie R.Warszawa Sr.756 pod przewodnictwem ppłk. Jana Hryckowiana skazał go na podstawie art. 7,15 Dekretu z dnia 13 czerwca 1946 r. na karę śmierci. Prezydent B. Bierut nie skorzystał z prawa łaski. 
Stracony 25 września 1948 w więzieniu mokotowskim w Warszawie razem z Władysławem Borowcem i Zdzisławem Ejchlerem. Grób symboliczny znajduje się na Cmentarzu Wojskowym w Kwaterze „na Łączce”.